# 若宮 (中野區)
若宮（日语：／ Wakamiya */?）是東京都中野區的地名。已實施住居表示。現行行政地名為若宮一丁目至三丁目。2013年10月1日為止的人口有12,393人。郵遞區號165-0033。

## 地理
位於中野區西北部。西部與中野區白鷺之間以妙正寺川為界，南部與中野區白鷺之間以妙正寺川為界。東部は中野區野方に接する。北部與中野區鷺宮之間以西武新宿線為界。町內主要為住宅區。

## 歷史

### 地名由來
借自此地的若宮小學校。

## 交通
北邊町界有西武新宿線都立家政站與鷺之宮站。鷺之宮站南口部分與都立家政站前道路部分在町域內。

## 設施
- 東京都立鷺宮高等學校
- 鷺宮製作所

## 備註
1. ↑  .   [2013-10-09]. （原始内容存档于2015-06-10）.